# Mořice
Mořice település Csehországban, a Prostějovi járásban. Mořice Nezamyslice, Němčice nad Hanou, Tištín, Vrchoslavice és Pavlovice u Kojetína településekkel határos. Lakosainak száma 528 fő (2024. január 1.).

## Népesség
A település lakosságának változását az alábbi diagram mutatja:
| Lakosok száma | 409  | 545  | 581  | 575  | 531  | 482  | 533  | 532  | 494  | 528  |
|               | 1869 | 1900 | 1921 | 1961 | 1980 | 2011 | 2016 | 2019 | 2021 | 2024 |